# Proceedings of the Royal Irish Academy
Proceedings of the Royal Irish Academy (abreviado Proc. Roy. Irish Acad.) es una revista con ilustraciones y descripciones botánicas que es editada por la Royal Irish Academy. Se publica en varias series desde 1841 hasta ahora.

## Publicaciones
- Serie n.º 1: Vols. 1-10, [1837]1841-69;
- Serie n.º 2, vols. 1-4, 1870-88;
- Serie n.º 3, vols. 1-7, 1889-1901
- Serie n.º 4, vols. 24+, 1902+